# 艾里科托山
15°26′56″S 72°06′11″W / 15.44889°S 72.10306°W

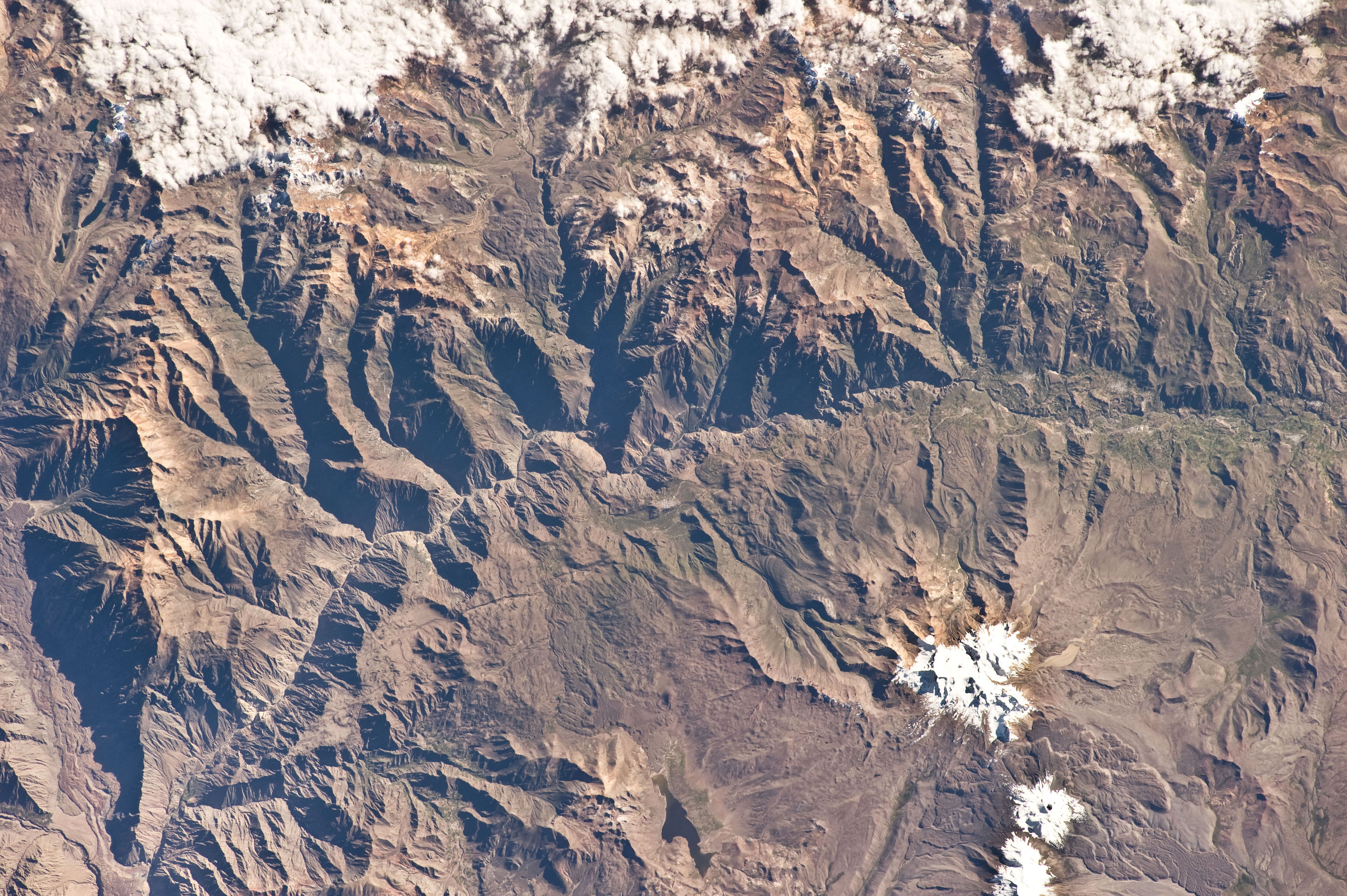

艾里科托山（Airicoto），是秘魯的山峰，位於該國南部阿雷基帕大區，由卡斯蒂利亞省的喬科區負責管轄，屬於奇拉山脈的一部分，海拔高度5,400米。